# Ренасимьенто
Ренасимье́нто (исп. renacimiento — возрождение) — движение за национальное возрождение в Испании в конце XIX — начале XX века, охватившее различные стороны культурной, политической и экономической жизни страны.

## Ренасимьенто в музыке
В обстановке культурного застоя и экономического спада, вызванного поражением Испании в войне с США (1898), представители так называемого поколения 98-го года (писатели, музыканты и др.) стремились к созданию национальной самобытной испанской культуры. Выразителем идеалов этого движения в испанской музыке стал музыковед, композитор и фольклорист Ф. Педрель. В 1891 Педрель опубликовал манифест «За нашу музыку» («Роr nuestra musica»), в котором утверждал эстетические позиции Ренасимьенто. Впоследствии Педрель пропагандировал эти принципы в своих музыковедческих работах и воплощал в музыкальных сочинениях (оперная трилогия «Пиренеи» и др.).

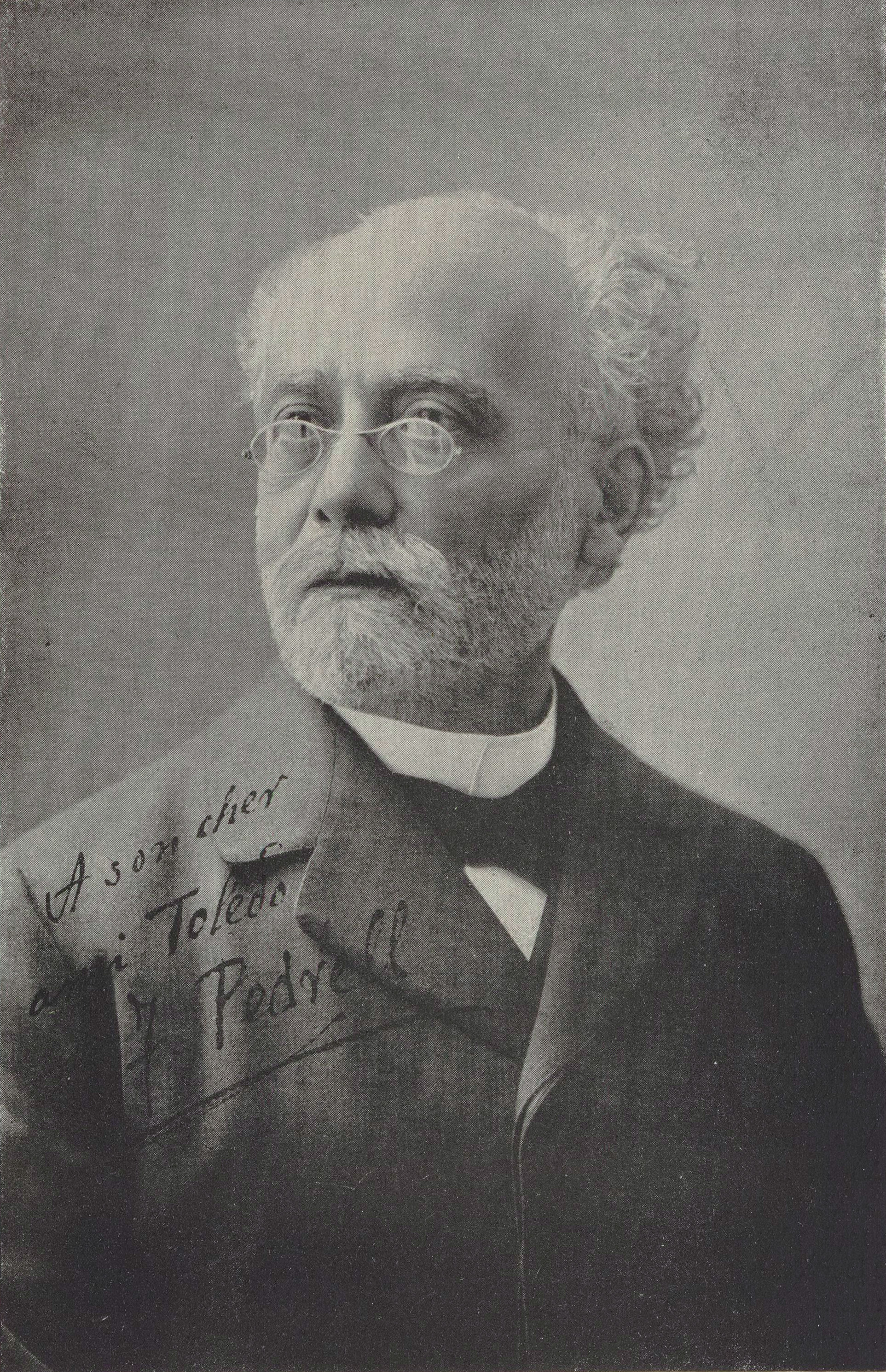
Фелипе Педрель

Эстетические принципы Педреля реализовал в своём творчестве И. Альбенис, чьи лучшие сочинения — образцы подлинно национального и в то же время самобытного стиля композитора. Воссоздавая в музыке характерные особенности различных испанских областей и городов, Альбенис обращался к специфическим песенно-танцевальным жанрам, наиболее популярным среди жителей Испании (в «Малаге» использован танец малагенья; в «Севилье» — севильяна и т. д.). Музыка Альбениса впитала своеобразие народного музицирования, народные вокально-речевые интонации, полиритмию (в фортепьянных пьесах «Эль Поло» и «Триана» — обе из «Иберии»). Новизна его фактурных приёмов связана с воспроизведением на фортепиано звучания народных испанских инструментов — тамбурина, волынки, деревянных духовых и особенно гитары (приёмы: тремоло в сочетании с так называемым расгеадо — игрой аккордами, пунтеадо — отчётливое исполнение каждой ноты). Выражением национального стиля является также фортепианное творчество Э. Гранадоса (фортепьянный цикл «Испанские танцы», воссоздающий танцевальные жанры различных областей Испании, особенно известен No5, в основе которого — малагенья). Его фортепьянный цикл «Гойески», основанный на народных жанрах, связанных единством песни и танца (пьесы «Фанданго», «Маха и соловей»), — одно из высших достижений Ренасимьенто; в вокальном цикле «Собрание тонадилий, написанных в старинном стиле» Гранадос возродил тонадилью. К видным деятелям Ренасимьенто в музыке относятся также X. Турина («Севильская симфония»; «Андалусийские сцены» для альта, фортепиано и струнного квартета, фортепьянные пьесы «Праздник в Кордове» и «Гренадский пейзаж», отмеченные ярким национальным колоритом) и Б. П. Касас («Мурсийская сюита», основанная на народных мелодиях Мурсии).
Крупнейший композитор Ренасимьенто — Мануэль де Фалья. Если даже в лучших произведениях Альбениса («Иберия») и Гранадоса («Гойески») ощущается региональность (использование южно-испанского музыкального фольклора), то в музыке де Фальи впервые воплощён испанский характер в его общенациональном проявлении, полностью свободном от местной ограниченности. Творчество де Фальи поставило испанскую композиторскую школу в один ряд с другими западноевропейскими школами и принесло испанской музыке мировое признание. Сочинения де Фальи отличаются глубиной проникновения в мелос, тонким отражением ладово-ритмических особенностей народной музыки; в незаконченной оратории «Атлантида», синтезирующей музыкальный фольклор различных областей страны, композитор стремился выразить общенациональный испанский характер.
Эстетические принципы Ренасимьенто отразились и в исполнительском искусстве; они проявились в национальном характере репертуара музыкантов всех специальностей, исполнявших наряду с классическими произведениями новые сочинения современных им испанских композиторов, в том числе собственную музыку. Много гастролировал в качестве пианиста И. Альбенис, участник так называемого Испанского трио и Испанского квартета. Он был исключительным интерпретатором собственных сочинений; одним из лучших исполнителей его «Иберии», а также других сочинений был пианист X. Малатс (ему Альбенис посвятил пьесу «Эль Поло»). С собственными фортепьянными произведениямм выступали Гранадос и де Фалья, который для утверждения идей Ренасимьенто и пропаганды современной ему испанской музыки создал в Мадриде в 1915 Национальное музыкальное общество. В числе интерпретаторов произведений Гранадоса, де Фальи и других — пианисты Р. Виньес и X. Нин-и-Кастельянос (автор «Иберийских танцев», «Испанской сюиты» для скрипки и фортепиано, обработок испанских народных песен), X. Турина — участник Мадридского фортепьянного квинтета. Выдающийся виолончелист П. Казальс, выступавший в течение 75 лет и сделавший испанское исполнительское искусство достоянием мировой музыкальной культуры, был организатором симфонического оркестра (1920) и рабочего музыкального общества (1924) в Барселоне. Среди дирижёров, исполнявших современную испанскую (а также классическую русскую) музыку, — Э. Ф. Арбос и Б. П. Касас, руководители мадридских симфонических и филармонических оркестров. На музыку Альбениса, Гранадоса и де Фальи ставила испанские танцы балетмейстер Архентина (псевдоним Антонии Мерсе), прославившая национальную хореографию. Возрождение искусствва игры на классической (испанской) гитаре связано с деятельностью Ф. Тарреги — композиторской (сочинения для гитары — «Воспоминание об Аламбре», «Мавританский танец», вариации на тему хоты и др.), исполнительской и педагогической (учитель выдающихся гитаристов — М. Льобета, Э. Пухоля), а также Р. Сайнса де ла Маса. В эпоху Ренасимьенто гитара получила мировое признание в качестве солирующего инструмента благодаря деятельности А. Сеговии, с искусством которого связан расцвет гитарного исполнительства. Он расширил выразительные и технические возможности гитары, ввёл в репертуар гитариста классическую и современную музыку, в том числе посвященные ему оригинальные произведения крупнейших композиторов Испании и других стран. Вслед за Педрелем в эпоху Ренасимьенто выдвинулась плеяда музыковедов, внёсших значительный вклад в утверждение национального музыкального искусства (Ф. Ольмеда, Р. Митхана, Х. Субира, А. Саласар и другие).